# Municipio (Bolivien)
Ein bolivianisches Municipio ist ein Verwaltungsbezirk im südamerikanischen Binnenstaat Bolivien.
Bolivien ist unterhalb der nationalen Ebene in neun Departamentos untergliedert, die jeweils von einem Prefecto (Präfekten) verwaltet werden, der seit dem Jahr 2005 vom Volk gewählt wird. Die Departamentos gliedern sich in dritter Ebene in 112 Provincias (Provinzen), die jeweils von einem Subprefecto (Unterpräfekten) geleitet werden. Die Provinzen sind in 327 Municipios unterteilt (Stand: Volkszählung 2001). Viele dieser Municipios waren noch bei der Volkszählung von 2001 auf fünfter Ebene in Cantones (Kantone) unterteilt, diese wiederum in Vicecantones (Subkantone); einem Cantón und Vicecantón steht jeweils ein Corregidor (Amtmann) vor. Die siebte und unterste Ebene bilden Localidades (Ortschaften).
Das bolivianische Partizipationsgesetz („Ley de Participación Popular“, LPP) von 1994 hat auf der Ebene der Municipios einen weitreichenden Dezentralisierungsprozess eingeleitet und so den Bürgern mehr Mitwirkungs- und Kontrollmöglichkeiten eingeräumt:
- Erstens hat die Zentralregierung den Munizipialregierungen die soziale Infrastruktur übereignet und ihrer administrativen Verantwortung unterstellt, und zwar für die Bereiche Bildung, Gesundheit, Sport, Wohnungswesen und das örtliche Wege- und Straßennetz.
- Zweitens hat die Zentralregierung die Finanzkraft der Municipios gestärkt, indem sie die Steuerzuweisungen an die Municipios auf jetzt 20 % des Gesamtsteueraufkommens verdoppelt hat, zusätzliche Finanzmittel für besonders strukturschwache Municipios bereitgestellt und die Erhebung von munizipalen Steuern eingeführt hat.
- Und drittens hat die Zentralregierung durch Territoriale Basisorganisationen („Organizaciones Territoriales de Base“, OTB) und Komitees zur sozialen Kontrolle („Comité de Vigilancia“, CV) auf Munizipalebene eine weitreichende Bürgerkontrolle eingeführt, mit denen die kommunalen Planungsprozesse und das Finanzmanagement der Municipios begleitet werden können.

Als Folge dieser Dezentralisierung ist die Zahl der Municipios von ursprünglich zwölf (1994) auf inzwischen 327 angestiegen, unter denen sich 187 Municipios mit überwiegend indigener Bevölkerung befinden. Zehn Jahre später (Stand 2011) hat sich die Zahl der Municipios in Bolivien durch weitere Teilung von Municipios auf inzwischen 339 Municipios erhöht.
So sind neben der Zentralregierung und den von ihr direkt abhängigen Departamentalverwaltungen seither flächendeckend Kommunalkörperschaften öffentlichen Rechts entstanden, an deren Spitze gewählte Bürgermeister sowie Stadt- oder Landräte stehen.